# Choctawhatchee
La Choctawhatchee est un fleuve long de 227 km qui coule dans le sud des États-Unis, dans les États de l'Alabama et de Floride.

## Géographie
Elle se jette dans la baie de Choctawhatchee (en) dans les comtés d'Okaloosa et de Walton. Avec ses affluents, elle draine un bassin de 13 900 km2.